# Confédération argentine
1831–1861
Entités précédentes :
- Provinces-Unies du Río de la Plata

Entités suivantes :
- État de Buenos Aires (1852)
- Royaume d'Araucanie et de Patagonie (1860)
- République argentine

La Confédération argentine (en espagnol : Confederación Argentina) fut le régime en vigueur en Argentine de 1831 à 1861, lorsque les provinces étaient organisées en confédération. Le général Juan Manuel de Rosas a géré les relations extérieures du pays pendant cette période en tant que principal dirigeant de la confédération. Sous son règne, la Confédération argentine a résisté aux attaques du Brésil, de la Confédération péruvio-bolivienne, de l'Uruguay, du Paraguay, de la France et du Royaume-Uni, ainsi que d'autres factions au cours des guerres civiles argentines. 
La Confédération argentine était à cette époque formée de quatorze provinces autonomes, celles de Buenos Aires, Santa Fe, Entre Ríos, Corrientes, Tucumán, Salta, Jujuy, Santiago del Estero, Catamarca, Córdoba, La Rioja, San Juan, San Luis et Mendoza.
Rosas fut évincé du pouvoir en 1852 par le général Justo José de Urquiza, après la bataille de Caseros. Urquiza convoqua l'Assemblée constituante en 1853 pour rédiger une nouvelle constitution. Buenos Aires résiste à Urquiza et se sépare de la Confédération en 1852 pour devenir l'État de Buenos Aires. 
En 1861, le gouverneur de l'État, Bartolomé Mitre, bat les troupes d'Urquiza à la bataille de Pavón (1861), où il sera assez mystérieusement vainqueur après qu'Urquiza se fut retiré presque sans livrer bataille. Après cette victoire, Buenos Aires réintégra la Confédération, acceptant la Constitution de 1853 à la condition que des modifications favorables y soient apportées, ce qui fut chose faite lors de la réforme de 1860. Mitre fut nommé président constitutionnel de l'Argentine en 1862 pour une période de 6 ans. La Confédération fut alors dissoute au profit de la République argentine. 

## Instauration
En 1826, le congrès nomma Bernardino Rivadavia premier président constitutionnel des Provinces-Unies du Río de la Plata, lequel démissionna pour avoir cédé l'Uruguay actuel au Brésil (juin 1827). Manuel Dorrego, partisan des autonomies provinciales,  reprit alors la charge. Il liquida le conflit avec le Brésil en reconnaissant l'indépendance de la Banda Oriental, ce qui lui valut d'être fusillé en 1828 par les unitaires soulevés par Juan Lavalle; cette exécution rallumant la guerre civile entre unitaires et fédéralistes.
La Bolivie déclara son indépendance en 1825, de même que l'Uruguay en 1828. La figure dominante à cette époque devint Juan Manuel de Rosas, vu par beaucoup comme un tyran. Rosas gouverna la province de Buenos Aires et représenta les intérêts de l'Argentine à l'étranger de 1829 à 1852, période marquée par de gouvernement central pour l'ensemble du pays. Il fut qualifié d'impérialiste argentin d'une part par ceux qui étaient à la solde d'intérêts étrangers, et d'autre part par les victimes de sa « parapolice » implacable, la Mazorca, dirigée par sa propre épouse. Sa politique fut notamment marquée par la lutte contre la désagrégation du Río de la Plata et pour l'unité de l'Argentine. En outre, il s'agissait d'une politique autoritaire: pas de liberté de presse, pas de liberté de parole, ni de pensée; et le système d'éducation brillait par son absence. Ainsi, Domingo Faustino Sarmiento dut s'exiler au Chili à plusieurs reprises à la suite des menaces de mort émises par le gouvernement de Rosas à cause de ses écrits mettant de l'avant des idées « modernes, progressistes et européennes » (voir son ouvrage intitulé « Facundo ») telles que l'école gratuite, laïque et obligatoire pour tous.

## Rosas et le rosisme

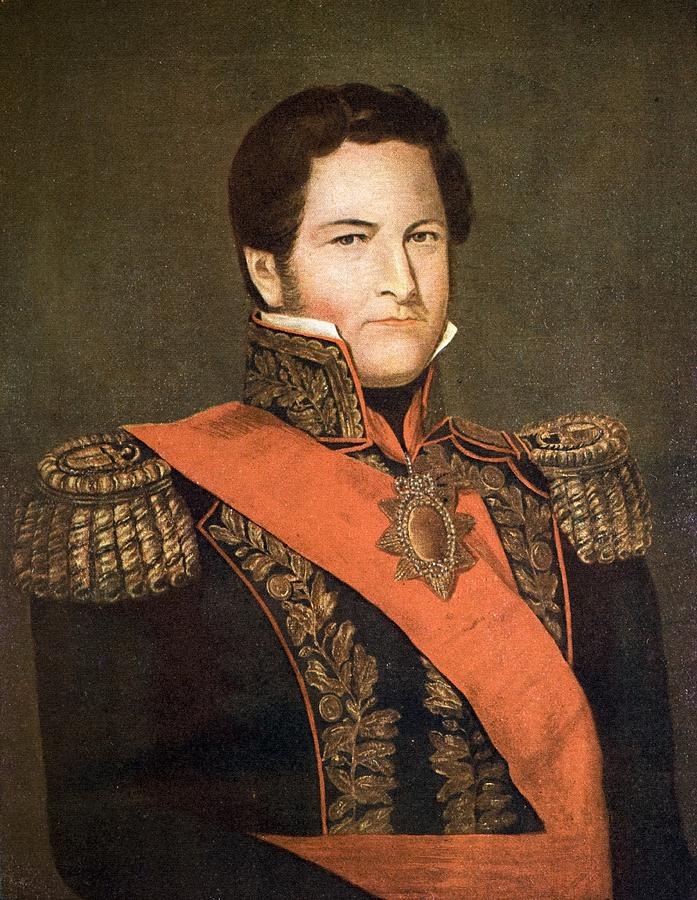
Juan Manuel de Rosas, principal dirigeant de la Confédération de 1831 à 1852.

Pendant cette période l'Argentine était peuplée d'une part d'indigènes, et d'autre part d'immigrés espagnols et leurs descendants, les créoles. Certains d'entre eux étaient concentrés dans les villes, mais d'autres vivaient dans les pampas comme gauchos, l'économie rurale se basant presque exclusivement sur l'élevage de bétail. Cependant les attaques indigènes ou « malones » continuaient et menaçaient les frontières, surtout à l'ouest. On peut dire que l'Argentine avait acquis l'indépendance de l'Espagne, mais que la conquête espagnole de l'Argentine n'était toujours pas terminée.
Durant son long gouvernement, Rosas se fit beaucoup d'ennemis à l'intérieur. Pas seulement des unitaires bourgeois réfugiés à Montevideo, mais aussi d'autres caudillos et ce, même s'ils défendaient une position fédéraliste et qu'ils s'opposaient au monopole portuaire que Buenos Aires continuait à posséder.
Ce monopole fut momentanément brisé durant le conflit de Rosas avec les impérialismes français et surtout britannique. L'émergence de la navigation à vapeur permettait de remonter les fleuves avec rapidité. Pour ces motifs, le Royaume-Uni et la France qui avaient armé d'importantes flottes commerciales et militaires composées de vaisseaux à vapeur exigeaient la libre circulation sur les fleuves, ce qui leur assurerait le libre commerce. Les deux puissances exigèrent donc le droit de navigation sur le río Paraná pour y commercer avec les autres ports, ce que Buenos Aires refusa. Le différend se mua en guerre ouverte avec le combat de Vuelta de Obligado (20 novembre 1845), où les forces fédéralistes de Rosas tentèrent de bloquer le passage aux flottes étrangères. Si la bataille tourna à la déroute pour les forces de Rosas, elle fut perçue comme un symbole de défense de la souveraineté nationale. L'habile manœuvre diplomatique du gouvernement de Rosas, doublé de l'appui de José de San Martín, finirent par transformer la défaite militaire en victoire politique pour le gouvernement de la Confédération argentine, obligeant les puissances à reconnaître son droit à la souveraineté sur les eaux intérieures.
Mais ces évènements montrèrent aux caudillos (et surtout à Justo José de Urquiza, gouverneur d'Entre Ríos) le pouvoir que le monopole du commerce extérieur donnait à Buenos Aires. Cela engendra un rapprochement entre les unitaires et les fédéralistes opposés à Rosas. Il se forma dès lors un clan anti-rosiste qui donna lieu à la création de la Grande Armée, qui battit Rosas à la bataille de Caseros le 3 février 1852. Le gouvernement rosiste fut renversé, et l'unité argentine fut atteinte, du moins théoriquement.

## Chute de la Confédération

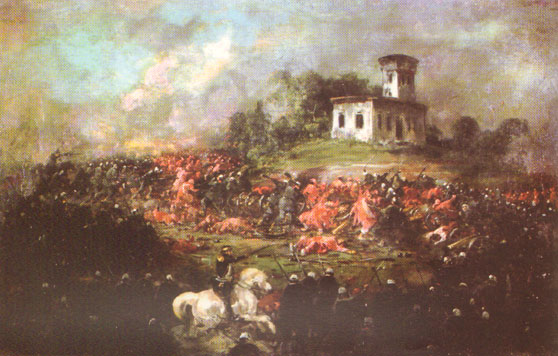
Bataille de Pavón.

Après la chute de Rosas, Urquiza prit la tête de la Confédération. Il organisa le Congrès constituant de Santa Fe (1853), qui approuva une Constitution à caractère républicain, représentatif et fédéral atténué, élaboré selon le texte “Bases y puntos de partida para la organización política de la República Argentina” de Juan Bautista Alberdi. Urquiza fut proclamé président de la Confédération. Mais les divergences dans le camp des vainqueurs (entre unitaires et caudillos anti-rosistes) conduisirent la province de Buenos Aires à rejeter cette Constitution et à se séparer de la Confédération Argentine, qui établit dès lors sa capitale dans la ville de Paraná. En 1861, les armées de Buenos Aires mirent celles de la Confédération en déroute à la bataille de Pavón et lancèrent une campagne pour soumettre les provinces, qui aboutit à l'unification définitive du pays.